# Diócesis de Maguncia
La diócesis de Maguncia (en latín: Dioecesis Moguntina y en alemán: Bistum Mainz) es una circunscripción eclesiástica de la Iglesia católica en Alemania. Se trata de una diócesis latina, sufragánea de la arquidiócesis de Friburgo de Brisgovia. Desde el 18 de abril de 2017 su obispo es Peter Kohlgraf.

## Territorio y organización

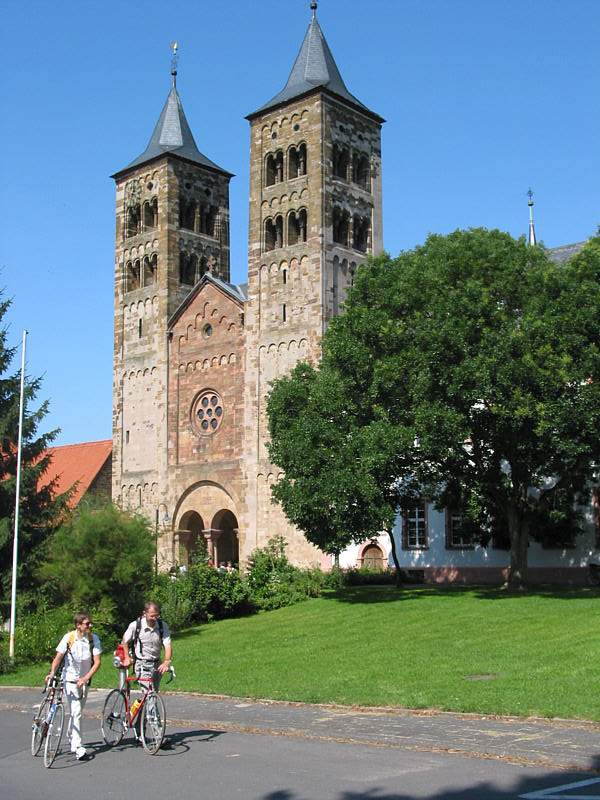
Basílica de la Inmaculada Concepción y de los Santos Pedro y Pablo, en Niddatal-Ilbenstadt

La diócesis tiene 7692 km² y extiende su jurisdicción sobre los fieles católicos de rito latino residentes en parte de los estados de Renania-Palatinado y Hesse, así como la localidad de Bad Wimpfen en Baden-Württemberg. Se compone de dos entidades geográficas distintas y no contiguas: esta peculiaridad se debe a la constitución de la diócesis actual, nacida en 1821 y correspondiente al territorio del entonces Gran Ducado de Hesse, que ya no existe.

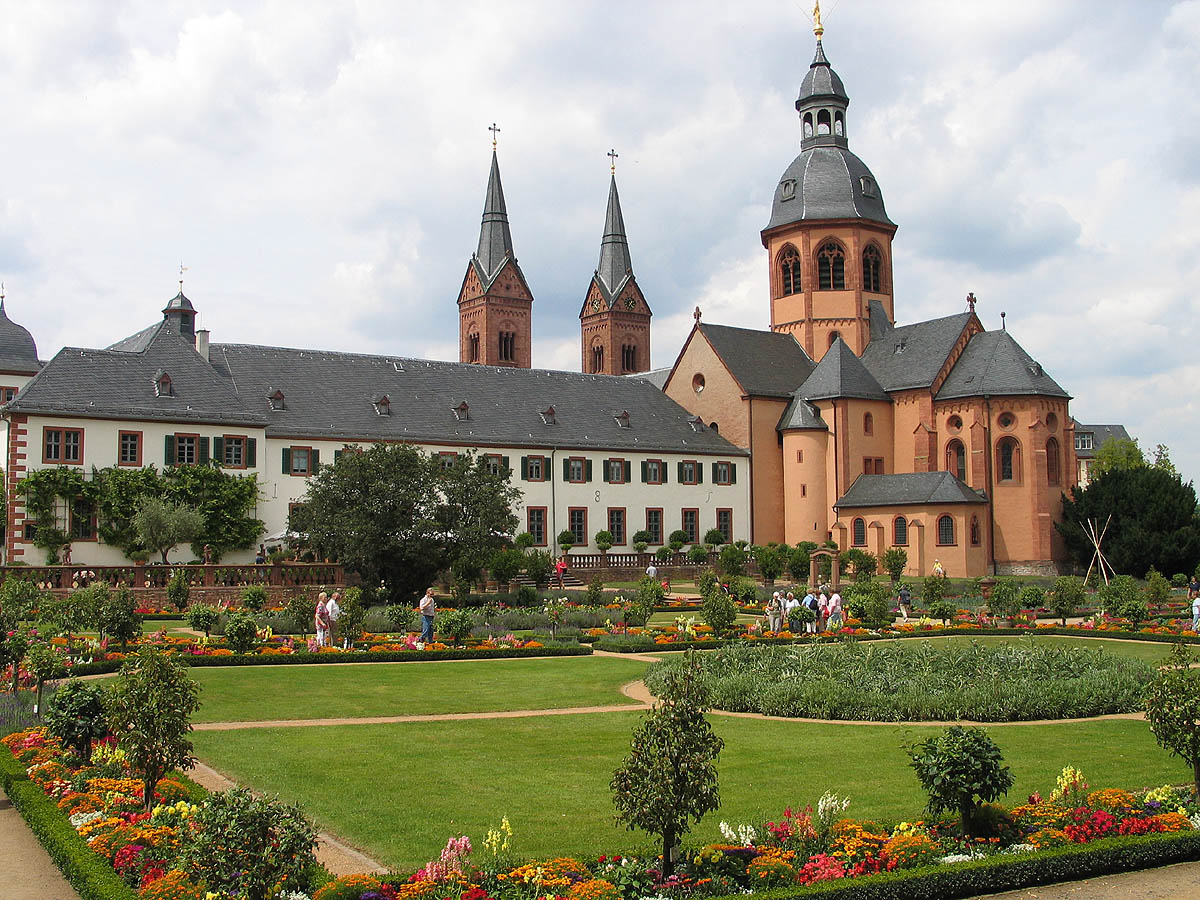
Basílica de los Santos Marcelino y Pedro, en Seligenstadt

La sede de la diócesis se encuentra en la ciudad de Maguncia, en donde se halla la Catedral de San Martín. Entre las iglesias más importantes de la diócesis se encuentran:
- la excatedral basílica de San Pedro, en Worms;
- la basílica de la Inmaculada Concepción y de los Santos Pedro y Pablo, en Niddatal-Ilbenstadt, también conocida como Wetterauer Dom;
- la basílica de San Martín, en Bingen am Rhein;
- la Basílica de los Santos Marcelino y Pedro, en Seligenstadt, también conocida como Einhard Basilika;
- la iglesia de San Esteban, en Maguncia, conocida por los vitrales hechos por Marc Chagall.

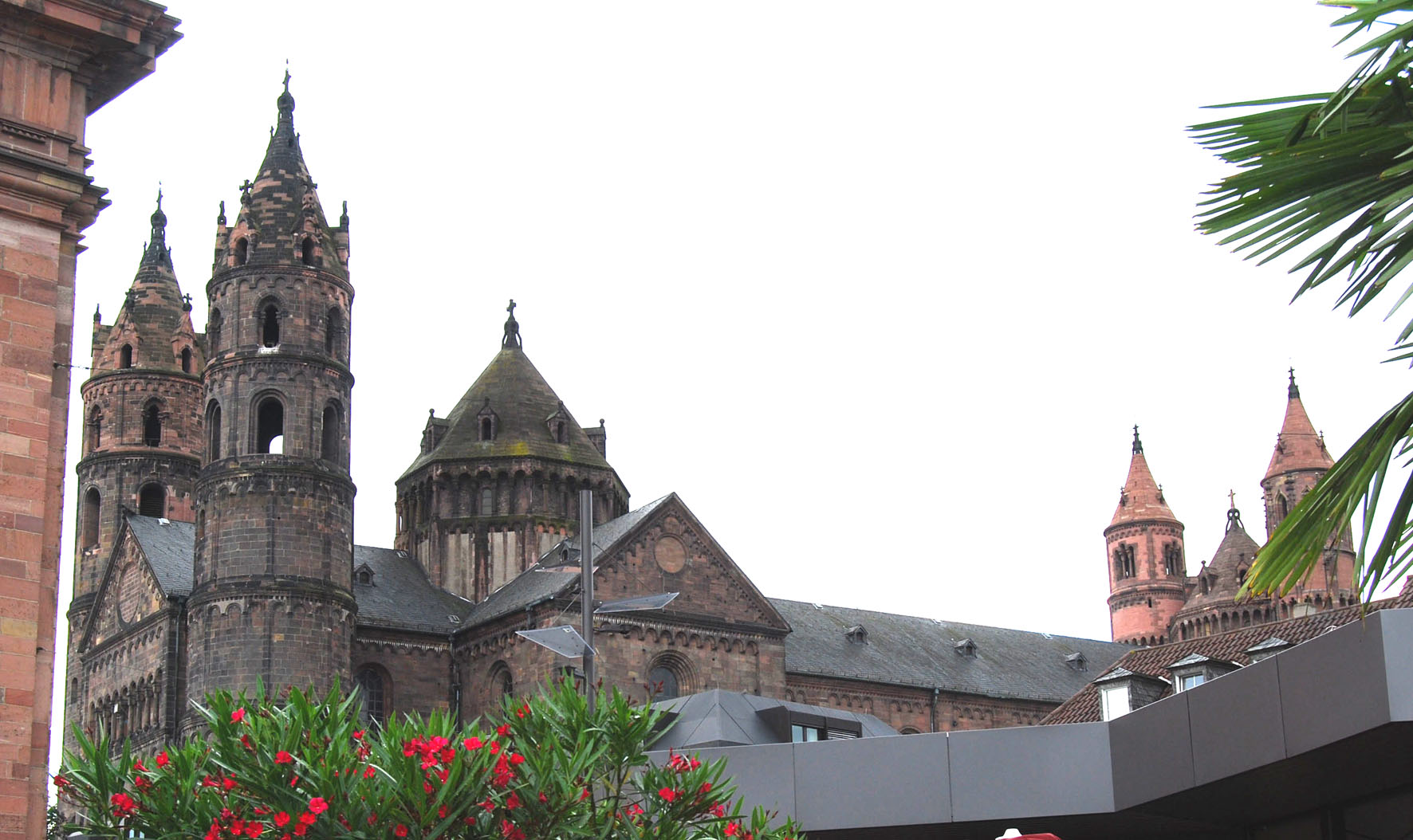
Excatedral basílica de San Pedro, en Worms

En 2023 en la diócesis existían 303 parroquias. El 1 de agosto de 2022, se disolvieron los 20 decanatos y se establecieron en su lugar cuatro regiones: Alto Hesse, Main Line, Hesse Sur y Hesse Renano. La diócesis cuenta con parroquias personales por fieles de lenguas distintas del alemán: en italiano (10), croata (5), polaco (2), portugués (4) y español (5).

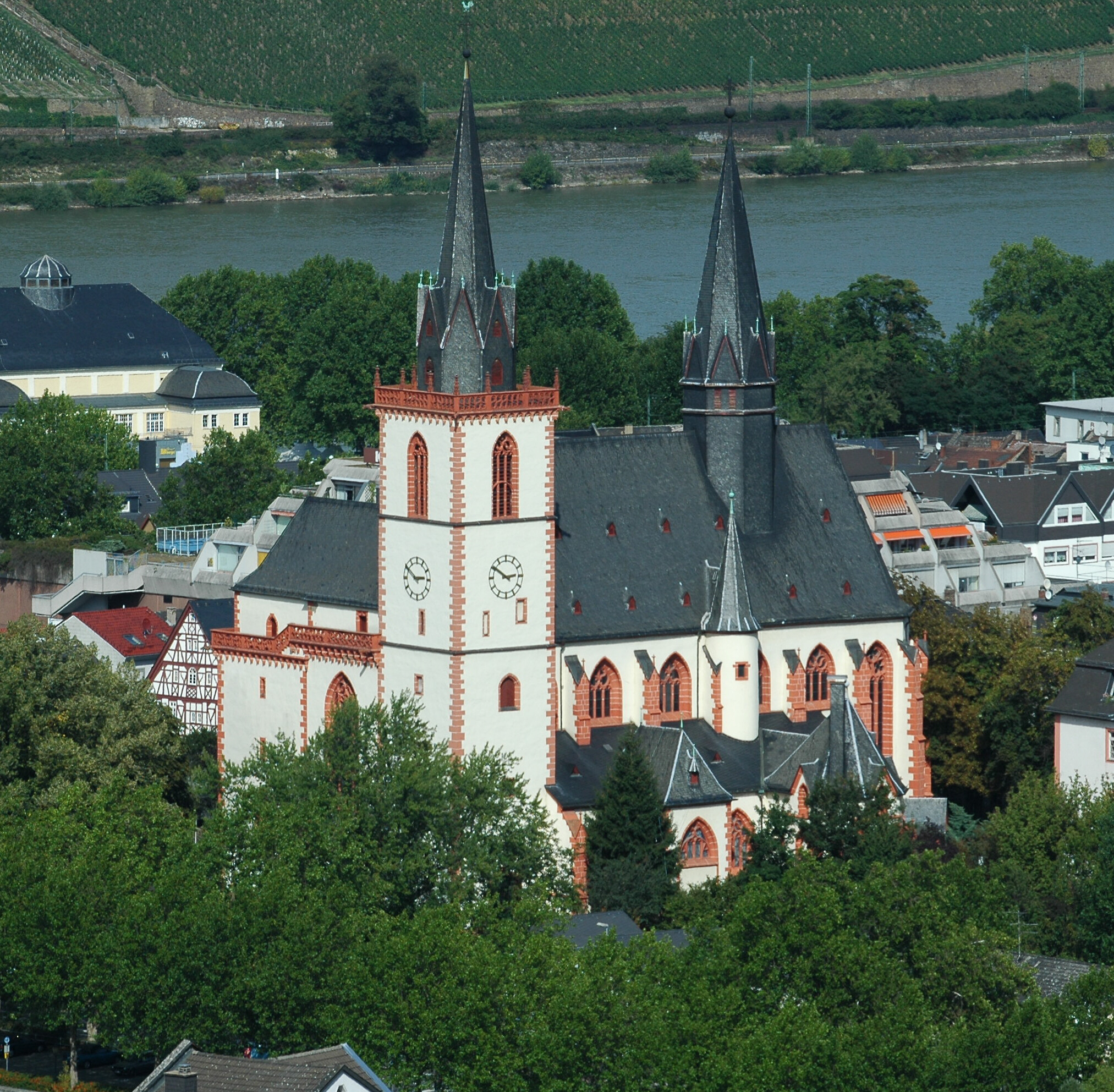
Basílica de San Martín, en Bingen am Rhein

Según el artículo 14 del Concordato del Reich de 1933, todavía vigente, el nombramiento del obispo y la composición del cabildo catedralicio de Maguncia se rigen por las disposiciones del Concordato de Baden de 1932.

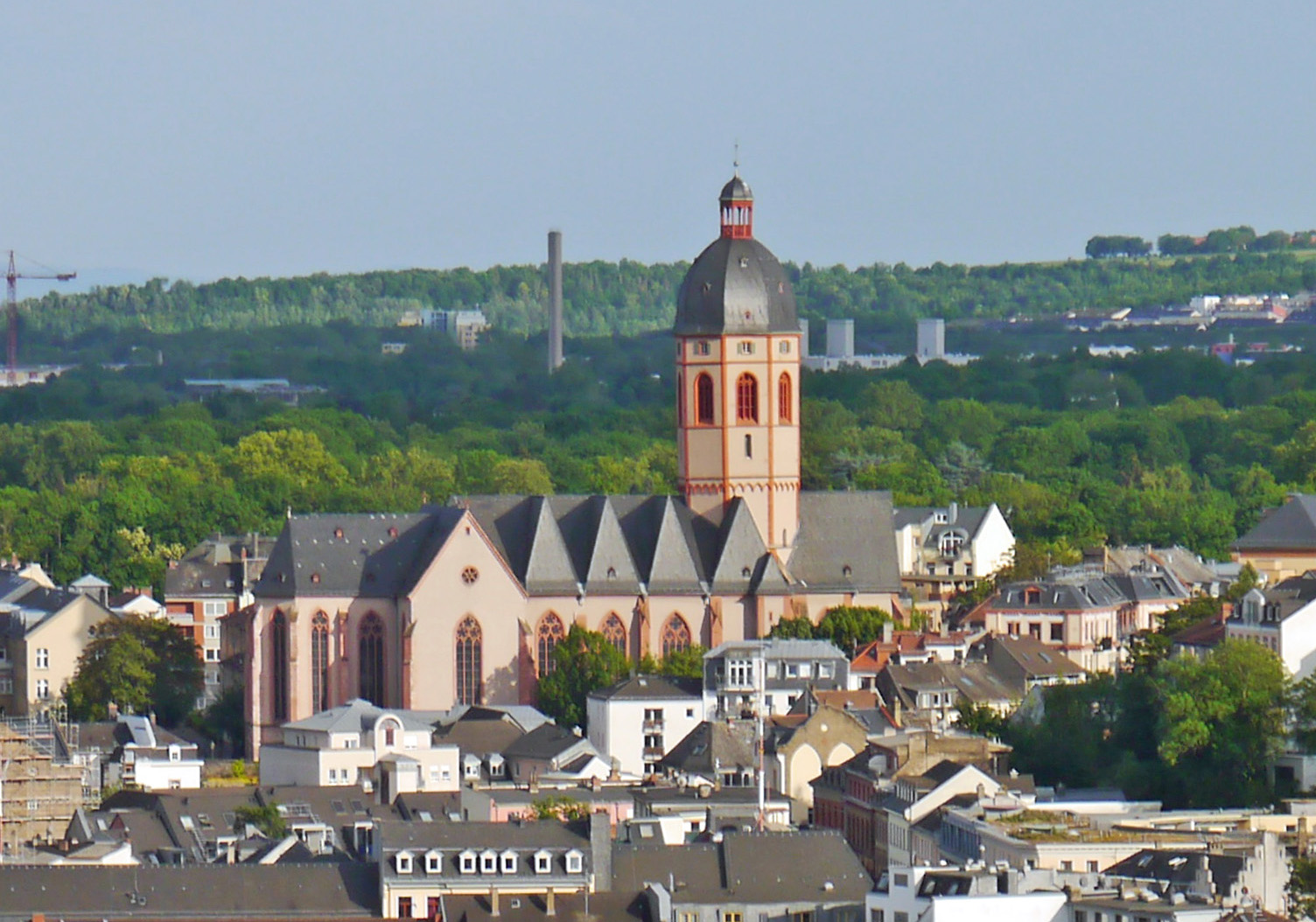
Iglesia de San Esteban, en Maguncia

## Historia

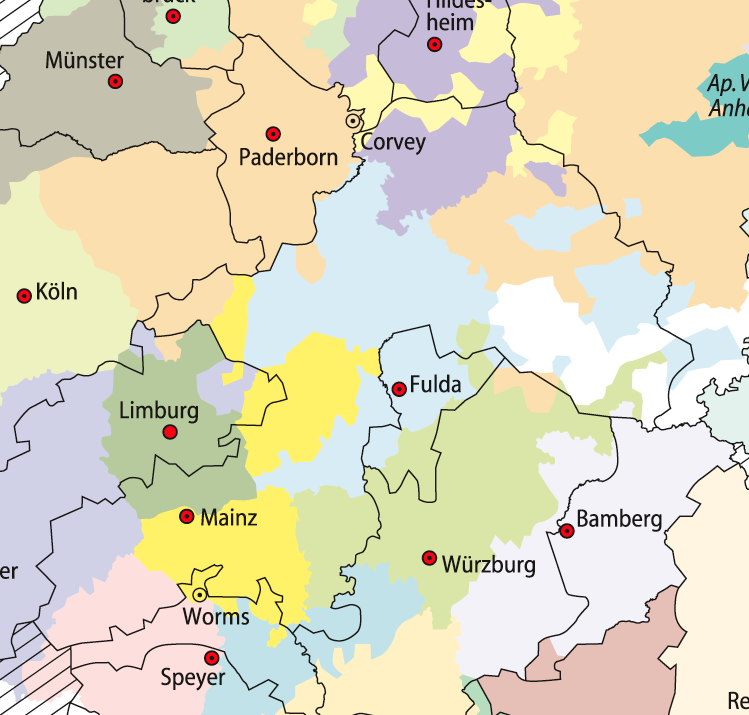
Mapa de la diócesis en 1821

Maguncia, correspondiente al Mogontiacum de los romanos, formaba parte, según la Notitia Galliarum de principios del siglo V, de la provincia romana de Germania Superior, de la que era capital.
La tradición legendaria atribuye la fundación de la Iglesia de Maguncia a san Crescente, enviado a evangelizar la región por el apóstol san Pedro en el siglo I. El primer obispo conocido solo aparece en la primera mitad del siglo IV: el nombre de Martinus Mogontiacensium aparece en las actas del pseudoconcilio de Colonia en 346.
La sede adquirió importancia y prestigio en el siglo VIII gracias a la labor de san Bonifacio y su sucesor san Lulo, el primero en ostentar el título de arzobispo. En 755 Lulo incorporó a Maguncia las diócesis de Büraburg y Érfurt, fundadas por san Bonifacio, ya que ambas eran un obstáculo para la expansión de su diócesis hacia el este y su tarea como diócesis misioneras se consideraba cumplida.
Fue en este período que se definió el territorio diocesano, que también se extendía hasta la margen derecha del río Rin. Desde Maguncia y Colonia partieron los misioneros para la evangelización de Alemania.
Con el establecimiento de la organización de la Iglesia en la era carolingia, Maguncia se convirtió en una arquidiócesis metropolitana. Inicialmente tuvo tres diócesis sufragáneas, Worms, Estrasburgo y Espira, respetando la antigua subdivisión administrativa romana. Tal como fueron creadas, las diócesis de Augsburgo, Constanza, Coira, Eichstätt, Halberstadt, Wurzburgo, Hildesheim, Paderborn y Verden. Esta estructura organizativa eclesiástica, ya atestiguada en el siglo XI, se mantuvo invariable, a pesar de todos los cambios políticos en la región, hasta la Revolución francesa.
A partir de la era otoniana (siglo X), los arzobispos de Maguncia adquirieron poderes condales que los convirtieron en los príncipes-obispos más importantes del Sacro Imperio Romano Germánico. El arzobispo Willigis se destacó entre los primeros príncipes del Imperio, quien también se convirtió en archicanciller del Imperio y comenzó la construcción de la nueva catedral en 975.
El principado arzobispal constaba de los siguientes territorios:
- el distrito de Maguncia con Kastel, Kronberg en el Taunus, Bingen, Lahnstein y Steinheim;
- el principado de Aschaffenburg con Miltenberg, Amorbach, Bischoffsheim, Gernsheim, Amöneburg, Hochheim;
- los condados de Hoechst, Rheingau, Elfeld, Eppstein, Oberursel, Koenigstein, el bajo Reineck, el landgraviato de Orb;
- el principado abacial de Lorsch en unión personal desde 1623;
- el príncipado episcopal de Erfurt y el ducado de Eichsfeld, consistente en el principado de Heiligenstadt y la marca de Duderstadt;
- el capítulo de San Pedro en Nörten cerca de Göttingen.

A partir de 1257 el arzobispo de Maguncia, exprimado de Alemania y legatus natus del papa para los territorios imperiales, fue reconocido oficialmente archicanciller del Imperio y presidente-decano de la Dieta o Reichstag y primer gran elector. Esta situación fue sancionada definitivamente por la bula de Oro de 25 de diciembre de 1356 (Erzbischof von Mainz und des Heiligen Römischen Reichs Erzkanzler für Germanien und Chur-Furst). Como decano de los electores también presidió el "Consejo Áulico del Imperio" (Reichshofrat) y hasta 1343 coronó personalmente al emperador recién elegido. Como presidente de la Dieta podía convocar el Colegio Electoral, abriendo su trabajo y permitiendo la apertura de votaciones comenzando por los electores de Tréveris y Colonia; examinó y legitimó las cartas credenciales de los diputados plenipotenciarios enviadas por los diversos príncipes a las votaciones. A partir del 10 de junio de 1630 por decreto del papa Urbano VIII recibió el trato de eminencia y se le reconoció el rango real, más o menos disputado, por los demás soberanos europeos. El poder de este título, que carecía de jurisdicción política, desempeñó, sin embargo, un papel fundamental en las relaciones con la Iglesia, ya que convirtió al arzobispo en el primer contacto del papa en Alemania.
En el siglo XVI, con la afirmación de la Reforma protestante, la arquidiócesis perdió muchas parroquias, especialmente en el norte y en el Palatinado, que pasaron a la nueva denominación religiosa. Al mismo tiempo, la provincia eclesiástica perdió las diócesis de Halberstadt y Verden, que fueron suprimidas, debido al traspaso casi total de los fieles a la Iglesia evangélica.
La Revolución francesa, con sus secuelas, puso fin al principado eclesiástico y modificó sustancialmente el territorio de la arquidiócesis. En 1792 las tropas francesas ocuparon los territorios de la arquidiócesis hasta el río Rin, mientras que el arzobispo Friedrich Karl Josef von Erthal huyó junto con el cabildo de la catedral a Aschaffenburg, en la margen derecha del río. Con el Tratado de Campoformio (1797) la arquidiócesis se encontró dividida entre dos estados, Francia, que ocupó los territorios situados en la margen izquierda del Rin, y el Imperio, que ocupó los territorios de la margen derecha.
El 29 de noviembre de 1801, mediante la bula Qui Christi Domini del papa Pío VII, se erigió en territorio francés un nuevo distrito eclesiástico de Maguncia, correspondiente al departamento, hoy desaparecido, de Mont-Tonnerre. Con la bula papal, la antigua arquidiócesis quedó reducida al rango de diócesis, sufragánea de la arquidiócesis de Malinas, e incluía partes de las antiguas sedes de Maguncia, Worms y Espira (con sus respectivas ciudades episcopales), y de Metz. El obispo Joseph Ludwig Colmar fue elegido para esta sede.
La parte restante de la antigua arquidiócesis y del principado eclesiástico, en la margen derecha del Rin, experimentó la siguiente evolución: el principado fue secularizado tras el Reichsdeputationshauptschluss de 1803, y su territorio separado de las diversas entidades políticas alemanas circundantes; la parte de la diócesis que quedó en territorio alemán, mediante la bula In universalis Ecclesiae del 1 de febrero de 1805, fue entregada en administración a Karl Theodor von Dalberg, arzobispo de Ratisbona, ya arzobispo coadjutor de la propia Maguncia.
El Congreso de Viena y otros tratados posteriores cambiaron nuevamente la geografía eclesiástica de la región. El 16 de agosto de 1821, Pío VII promulgó la bula Provida solersque, con la que suprimía todas las jurisdicciones eclesiásticas anteriores y establecía nuevas arquidiócesis y diócesis en algunos estados de la Confederación Germánica en el suroeste de Alemania. La nueva diócesis de Maguncia se hizo coincidir con el territorio del Gran Ducado de Hesse y, al mismo tiempo, pasó a formar parte de la provincia eclesiástica de la arquidiócesis de Friburgo de Brisgovia.
Mediante la bula Ad dominici gregis custodiam del 11 de abril de 1827, el cabildo de canónigos de la catedral goza del derecho de elegir a sus propios obispos, quienes luego reciben el nombramiento formal y canónico de la Santa Sede.

## Estadísticas
Según el Anuario Pontificio 2024 la diócesis tenía a fines de 2023 un total de 728 200 fieles bautizados.
| Año                                                                             | Población            | Población | Población      | Sacerdotes | Sacerdotes    | Sacerdotes    | Bautizados por sacerdote | Diáconos permanentes | Religiosos | Religiosos | Parroquias |
| Año                                                                             | Bautizados católicos | Total     | % de católicos | Total      | Clero secular | Clero regular | Bautizados por sacerdote | Diáconos permanentes | Varones    | Mujeres    | Parroquias |
| ------------------------------------------------------------------------------- | -------------------- | --------- | -------------- | ---------- | ------------- | ------------- | ------------------------ | -------------------- | ---------- | ---------- | ---------- |
| 1950                                                                            | 631 100              | 1 794 600 | 35.2           | 516        | 437           | 79            | 1223                     |                      | 128        | 1907       | 284        |
| 1970                                                                            | 893 357              | 2 344 970 | 38.1           | 657        | 533           | 124           | 1359                     |                      | 201        | 1622       | 1037       |
| 1980                                                                            | 939 372              | 2 637 000 | 35.6           | 658        | 564           | 94            | 1427                     | 40                   | 136        | 1145       | 346        |
| 1990                                                                            | 856 461              | 2 300 000 | 37.2           | 645        | 538           | 107           | 1327                     | 76                   | 132        | 796        | 344        |
| 1999                                                                            | 825 309              | 2 746 000 | 30.1           | 581        | 477           | 104           | 1420                     | 104                  | 142        | 657        | 344        |
| 2000                                                                            | 820 932              | 2 770 000 | 29.6           | 567        | 475           | 92            | 1447                     | 106                  | 130        | 616        | 344        |
| 2001                                                                            | 814 205              | 2 770 000 | 29.4           | 553        | 464           | 89            | 1472                     | 111                  | 119        | 458        | 344        |
| 2002                                                                            | 809 223              | 2 770 000 | 29.2           | 549        | 456           | 93            | 1473                     | 113                  | 123        | 423        | 344        |
| 2003                                                                            | 803 923              | 2 807 896 | 28.6           | 570        | 476           | 94            | 1410                     | 115                  | 121        | 423        | 344        |
| 2004                                                                            | 796 562              | 2 807 896 | 28.4           | 536        | 442           | 94            | 1486                     | 122                  | 135        | 411        | 344        |
| 2013                                                                            | 754 441              | 2 886 854 | 26.1           | 511        | 416           | 95            | 1476                     | 124                  | 125        | 374        | 321        |
| 2016                                                                            | 742 165              | 2 899 491 | 25.6           | 478        | 396           | 82            | 1552                     | 124                  | 111        | 332        | 309        |
| 2019                                                                            | 718 715              | 2 982 141 | 24.1           | 422        | 369           | 53            | 1703                     | ?                    | 70         | 338        | 303        |
| 2021                                                                            | 726 130              | 3 012 753 | 24.1           | 402        | 346           | 56            | 1806                     | ?                    | 70         | 339        | 303        |
| 2023                                                                            | 728 200              | 3 021 267 | 24.1           | 378        | 328           | 50            | 1926                     | ?                    | 57         | 301        | 303        |
| Fuente: Catholic-Hierarchy, que a su vez toma los datos del Anuario Pontificio. |                      |           |                |            |               |               |                          |                      |            |            |            |

## Episcopologio

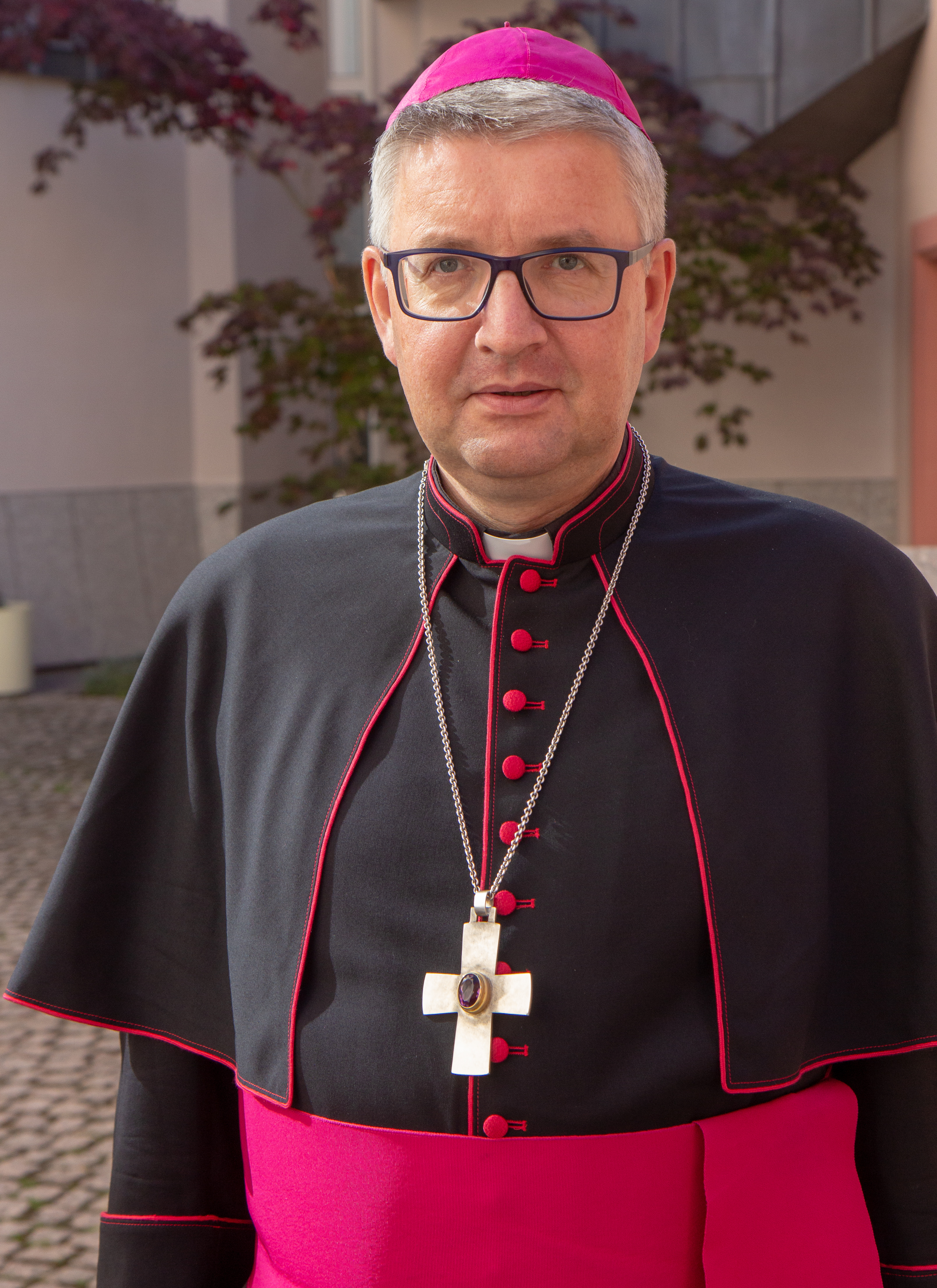
Peter Kohlgraf, obispo de Maguncia desde 2017

El catálogo más antiguo de obispos de Maguncia data de principios del siglo X y termina con el obispo Erigero: en este catálogo hay 11 obispos que preceden a san Bonifacio. Los catálogos posteriores (unos diez anteriores al siglo XIV) alargan dramáticamente la serie de obispos para hacer que la Iglesia de Maguncia sea aún más antigua; Gallia christiana, a raíz de estos catálogos, enumera 41 obispos antes de san Bonifacio.
- Martino † (mencionado en 346)[nota 3]
- San Aureo †[nota 4]
- Massimo †[nota 5]
- Sidonio † (en la época del rey Teodeberto I)[nota 6]
- Taumasto †[nota 7]
- Sigismondo † (mencionado en 589)[nota 8]
- Leudegario (o Lesio) † (mencionado en 612)
- Petilino †
- Lanvaldo †[nota 9]
- Lupoaldo † (mencionado en 627)
- Rigoberto (o Reobardo o Regberto) †[nota 10]
- Geroldo †[nota 11]
- Gewiliobo (o Geolobo) † (?-745 depuesto)
- San Bonifacio † (746-5 de junio de 755 falleció)
- San Lulo † (5 de junio de 755 por sucesión-16 de octubre de 786 falleció)
- Riculfo † (4 marzo o 2 de abril de 787 consagrado-9 de agosto de 813 falleció)
- Aistolfo † (agosto de 813-28 de enero de 826 falleció)
- Autcario † (antes del 828-21 de abril de 847 falleció)
- San Rabano Mauro † (26 de junio de 847 consagrado-4 de febrero de 856 falleció)
- Carlo † (12 de marzo de 856 consagrado-4 de junio de 863 falleció)
- Liutberto † (30 de noviembre de 863 consagrado-17 de febrero de 889 falleció)
- Sunderoldo † (antes del 13 de junio de 889-28 de junio de 891 falleció)
- Attone I † (julio de 891-13 de mayo de 913 falleció)
- Erigero † (913-1 de diciembre de 927 falleció)
- Ildeberto † (928-31 de mayo de 937 falleció)
- Federico † (937-25 de octubre de 954 falleció)
- Guglielmo † (17 de diciembre de 954-2 de marzo de 968 falleció)
- Attone II † (968-18 de enero de 970 falleció)
- Ruperto † (970-13 de enero de 975 falleció)
- San Willigis † (enero de 975-23 de febrero de 1011 falleció)
- Erchenbald † (1 de abril de 1011 consagrado-17 de agosto de 1021 falleció)
- Aribo † (1021-6 de abril de 1031 falleció)
- San Bardo † (21 de junio de 1031-10 de junio de 1051 falleció)
- Leutpold † (7 de agosto de 1051-7 de diciembre de 1059 falleció)
- Siegfrid von Eppstein I † (6 de enero de 1060-16 de febrero de 1084 falleció)
- Wezilo † (1084-6 de agosto de 1088 falleció)
- Ruthard † (27 de septiembre de 1088-2 de mayo de 1109 falleció)
- Adalbert I von Saarbrücken † (agosto de 1111-23 de junio de 1137 falleció)
- Adalbert II von Saarbrücken † (28 de mayo de 1138-17 de julio de 1141 falleció)
- Markulf † (1141-9 de junio de 1142 falleció)
- Enrico de Maguncia † (28 de septiembre de 1142-7 de junio de 1153 depuesto)
- Arnold von Selenhofen † (7 de junio de 1153-24 de junio de 1160 falleció)
- Rudolf von Zähringen † (1160-1161 falleció)
- Konrad von Wittelsbach † (mayo de 1161-1165 depuesto)
- Christian von Buch † (5 de marzo de 1167 consagrado-25 de agosto de 1183 falleció)
- Konrad von Wittelsbach † (noviembre de 1183-27 de octubre de 1200 falleció) (por segunda vez)
  - Leopold von Schönfeld † (obispo electo)[nota 12]
- Sigfried von Eppstein II † (21 de marzo de 1202-9 de septiembre de 1230 falleció) (antiobispo hasta 1208)
- Siegfrid von Eppstein III † (1230-9 de marzo de 1249 falleció)
- Christian von Weissenau † (29 de junio de 1249-antes del 21 de noviembre de 1251 depuesto)
- Gerhard von Daun-Kirberg † (23 de diciembre de 1251-25 de septiembre de 1259 falleció)
- Werner von Eppstein † (1259-2 de abril de 1284 falleció)
  - Sede vacante (1284-1286)
- Heinrich von Isny, O.F.M. † (15 de mayo de 1286-17 de marzo de 1288 falleció)
- Gerhard von Eppstein † (30 de marzo de 1289-25 de febrero de 1305 falleció)
- Peter von Aspelt † (10 de noviembre de 1306-5 de junio de 1320 falleció)
- Matthias von Bucheck † (31 de agosto de 1321-10 de septiembre de 1328 falleció)
- Heinrich von Virneburg † (11 de octubre de 1328-7 de abril de 1346 depuesto)
- Gerlach von Nassau † (7 de abril de 1346-12 de febrero de 1371 falleció)
- Johann von Luxemburg-Ligny † (28 de abril de 1371-4 de abril de 1373 falleció)
- Ludwig von Meissen † (28 de abril de 1374-28 de abril de 1381 nombrado arzobispo de Magdeburgo)
- Adolf von Nassau † (28 de abril de 1381-6 de febrero de 1390 falleció)
- Konrad von Weinsberg † (10 de abril de 1391-19 de octubre de 1396 falleció)
  - Joffrid von Leiningen † (1396-1397) (antiobispo)
- Johann von Nassau † (26 de enero de 1397-23 de septiembre de 1419 falleció)
- Konrad von Dhaun † (15 de diciembre de 1419-10 de junio de 1434 falleció)
- Dietrich Schenk von Erbach † (6 de julio de 1434-6 de mayo de 1459 falleció)
- Diether von Isenburg-Büdingen † (4 de enero de 1460-21 de agosto de 1461 depuesto)
- Adolf von Nassau-Wiesbaden † (21 de agosto de 1461-6 de septiembre de 1475 falleció)
- Diether von Isenburg-Büdingen † (5 de abril de 1476-7 de mayo de 1482 falleció) (por segunda vez)
- Albert von Sachsen † (7 de mayo de 1482 por sucesión-1 de mayo de 1484 falleció)
- Bertold von Henneberg-Römhild † (20 de septiembre de 1484-21 de diciembre de 1504 falleció)
- Jakob von Liebenstein † (31 de marzo de 1505-15 de septiembre de 1508 falleció)
- Uriel von Gemmingen-Michelfeld † (27 de septiembre de 1508-9 de febrero de 1514 falleció)
- Alberto de Hohenzollern † (18 de agosto de 1514-24 de septiembre de 1545 falleció)
- Sebastian von Heusenstamm † (27 de enero de 1546-18 de marzo de 1555 falleció)
- Daniel Brendel von Homburg † (23 de agosto de 1555-22 de marzo de 1582 falleció)
- Wolfgang von Dalberg † (3 de septiembre de 1582-5 de abril de 1601 falleció)
- Johann Adam von Bicken † (27 de agosto de 1601-11 de enero de 1604 falleció)
- Johann Schweikhard von Kronberg † (2 de agosto de 1604-17 de septiembre de 1626 falleció)
- Georg Friedrich von Greiffenklau † (28 de abril de 1627-6 de julio de 1629 falleció)
- Anselm Casimir Wambold von Umstadt † (28 de enero de 1630-9 de octubre de 1647 falleció)
- Johann Philipp von Schönborn † (23 de agosto de 1649-12 de febrero de 1673 falleció)
- Lothar Friedrich von Metternich-Burscheid † (12 de febrero de 1673 por sucesión-3 de junio de 1675 falleció)
- Damian Hartard von der Leyen † (24 de febrero de 1676-6 de diciembre de 1678 falleció)
- Karl Heinrich von Metternich-Winneburg † (4 de septiembre de 1679-26 de septiembre de 1679 falleció)
- Anselm Franz von Ingelheim † (11 de marzo de 1680-30 de marzo de 1695 falleció)
- Franz Lothar von Schönborn † (30 de marzo de 1695 por sucesión-30 de enero de 1729 falleció)
- Francesco Luigi del Palatinato-Neuburg † (30 de enero de 1729 por sucesión-18 de abril de 1732 falleció)
- Philipp Karl von Eltz † (3 de septiembre de 1732-21 de marzo de 1743 falleció)
- Johann Friedrich Karl von Ostein † (29 de julio de 1743-4 de junio de 1763 falleció)
- Emmerich Joseph von Breidbach-Bürresheim † (22 de agosto de 1763-11 de junio de 1774 falleció)
- Friedrich Karl Josef von Erthal † (13 de marzo de 1775-4 de julio de 1802 renunció)
- Joseph Ludwig Colmar † (7 de agosto de 1802-15 de diciembre de 1818 falleció)
  - Sede vacante (1818-1829)
- Joseph Vitus Burg † (29 de septiembre de 1829-22 de mayo de 1833 falleció)
- Johann Jakob Humann † (20 de enero de 1834-19 de agosto de 1834 falleció)
- Petrus Leopold Kaiser † (6 de abril de 1835-30 de diciembre de 1848 falleció)
- Wilhelm Emmanuel von Ketteler † (20 de mayo de 1850-13 de julio de 1877 falleció)
  - Christoph Moufang † (13 de julio de 1877-10 de junio de 1886 renunció) (vicario apostólico)
- Paul Leopold Haffner † (10 de junio de 1886-2 de noviembre de 1899 falleció)
- Heinrich Brück † (30 de marzo de 1900-5 de noviembre de 1903 falleció)
- Georg Heinrich Kirstein † (8 de febrero de 1904-15 de abril de 1921 falleció)
- Ludwig Maria Hugo † (15 de abril de 1921 por sucesión-30 de marzo de 1935 falleció)
- Albert Stohr † (17 de julio de 1935-3 de junio de 1961 falleció)
- Hermann Volk † (25 de marzo de 1962-27 de diciembre de 1982 retirado)
- Karl Lehmann † (21 de junio de 1983-16 de mayo de 2016 retirado)
- Peter Kohlgraf, desde el 18 de abril de 2017